# Last Exile: Ginyoku no Fam
Last Exile: Fam the Silver Wing (яп. ラストエグザイル～銀翼のファム～ расуто эгудзайру гинёку но фаму, букв. «Последний изгнанник: Сереброкрылая Фам) — научно-фантастический аниме-сериал студии Gonzo, премьера которого состоялась в октябре 2011 года. Предварительный показ первого эпизода состоялся 2 июля 2011 года в рамках ежегодной выставки Anime Expo в Лос-Анджелесе. Режиссёр: Коити Тигира. Дизайном персонажей занимается Рэндзи Мурата, работавший над оригинальной частью Last Exile. О работе над этим проектом было впервые заявлено в феврале 2011 года.
Silver Wing — новый проект Gonzo, приуроченный к 20-й годовщине студии. События в сериале происходят во вселенной оригинального сериала, но уже с другими персонажами и новым сюжетом, а также спустя 4 года после событий Last Exile.

## Сюжет
Действие мультсериала происходит непосредственно на Земле, худо-бедно восстановившейся после глобального катаклизма, который произошёл сотни лет назад. Карты, показываемые в аниме, являются отзеркаленными обычными. В частности, Великое озеро, похоже, представляет собой то, что осталось от Средиземного моря со сросшимся с ним Чёрным, и эта пресноводная акватория отрезанна от Атлантического океана. Подразумевается смена магнитных полюсов, из-за чего регион Северной Африки теперь является северным побережьем Великого озера, а бывшая Европа — южным. По этой же причине Атлантический океан и Западная Европа расположены на востоке, а Восточная Европа и Ближний Восток, наоборот, на западе.
В центре сюжета военный конфликт между государствами Адес (яп. アデス連邦 адэсу рэмпо:) и Туран (яп. トゥラン王国 то: ран о: коку). Под предводительством Лускинии Хафеза, руководствующегося благими намерениями, федерация Адес с помощью могущественного флота стремится получить контроль над всем миром. Из-за нападения Адеса, Туран находится на грани уничтожения.
Во время воздушной битвы, принцесса Турана Милия встречает девочку Фам — небесного пирата, пилотирующую ваншип «Веспа». Фам заявляет, что собирается похитить флагман принцессы с поля боя, что и делает для сохранения жизни Милии и Лилианы. В похищении ей помогает её подруга детства — навигатор Жизель. Королевство Туран формально спасено, но его борьба за существование только начинается.

## Персонажи

### Небесные пираты
- Фам Фан-Фан (яп. ファム・ファン・ファン Фаму Фан Фан) — главная героиня сериала. Весёлая, смелая девушка, талантливый пилот ваншипа «Веспа». Возраст — 15 лет. Вместе со своей командой «Небесные пираты» Фам похищает корабли в разгар воздушных битв, впоследствии возвращая их за деньги. Её родители разбились на ваншипе, когда она была маленькой, а саму Фам подобрали пираты. Под конец выяснилось что по линии матери она является родственницей адеского адмирала Садри.

Сэйю — Аки Тоёсаки.
- Жизель Коллетт (яп. ジゼル・コレット Дзидзэру Корэтто) — лучшая подруга Фам, навигатор ваншипа «Веспа». 15 лет. Старшая дочь предводителя «Небесных пиратов», по характеру тихая и спокойная. В своей семье заботится о младших братьях и сёстрах. Занимается сбором информации о военных кораблях для Фам.

Сэйю — Аой Юки.
- Дио Эраклеа (яп. ディーオ・エラクレア Ди:о Эракурэа) — персонаж из первой части, который по своей просьбе был принят в команду Фам «Небесные пираты». Хотя он был принят небесными пиратами, он является членом команды корабля «Сильвиус», на который он возвращается спустя несколько серий.

Сэйю — Дзюнко Нода.
- Атамора (яп. アタモラ Атамора) — отец Жизель и лидер «Небесных пиратов». В молодости был одним из лучших навигаторов ваншипов. Принимал участие в Великой Гонке. Соединяет в себе силу, знания и опыт, что делает его великолепным руководителем.

Сэйю — Инада Тэцу.
- Тереза (яп. テレザ Тэрэза) — «мамаша Кураж» для четверых детей, родная мать Жизель. Детей воспитывает в любви и строгости. Основным продуктом питания в городе «Небесных пиратов» является картофель, поэтому Тереза специализируется на приготовлении специального пирога (фрукты запекаются в тесте, замешанном на картофельной массе).

Сэйю — Хонда Такако.
- Фриц (яп. フリッツ Фуритцу) — пилот «Vespa» в городе Калтаффар. Энергичен и вспыльчив. «A Duck Bastard» — любимая фраза.

Сэйю — KENN.
- Хайне (яп. ハイネ Хаинэ) — навигатор Фрица, тихий и спокойный парень.

Сэйю — Ацуси Абэ.
- Йохан (яп. ヨハン Ёхан) — пилот «Vespa», состоит в «Небесных пиратах». Добрый и немного наивный парень с чистым сердцем.

Сэйю — Нобухико Окамото.
- Луне (яп. ルネ Рунэ)

Сэйю — Канако Миямото.
- Фелисите (яп. フェリシテ Фэриситэ)

Сэйю — Нао Тояма.
- Адель (яп. アデル Адэру)

Сэйю — Канаэ Ито.

### Королевство Туран
- Лилиана иль Грациосо Мэрло Туран (яп. リリアーナ・イル・グラツィオーソ・メルロ・トゥラン Ририа:на Иру Гурацио:со Мэруро Туран) — старшая сестра Милии, королева Турана. Изящная, спокойная девушка. Возраст — 19 лет. По причине болезни отца, была вынуждена заменить его на троне. Лилиана обладает большим политическим влиянием и несёт ответственность за эффективное управление королевством Туран. Как и Альвис Гамильтон и Сара является ключом к Экзайлам. Погибла от пули Дианы, во время подписания мирного договора между Федерацией Адес и Тураном.

Сэйю — Миюки Савасиро.
- Милия иль Велк Кутреттола Туран (яп. ミリア・イル・ヴェルク・クトレットラ・トゥラン Мириа Иру Вэруку Куторэттора Туран)[4] — вторая принцесса Турана. 15 лет. Старается быть опорой и поддержкой для своей старшей сестры, Лилианы Туран. После смерти сестры сама стала ключом к Экзайлу

Сэйю — Аи Каяно.
- Тедди (яп. テディ Тэди:) — всегда сопровождает принцессу Милию. Несмотря на довольно юный возраст, ради Милии Тедди старается изо всех сил. Носит на спине портативный чайный набор.

Сэйю — Тива Сайто.

### Федерация Адес
- Лускиния Хафез (яп. ルスキニア・ハーフェズ Русукиниа Ха:фэдзу)[5] — молодой предводитель федерального государства Адес. Используя военную мощь своего флота, совершает нападение на соседнее Королевство. Получил сильную поддержку от военных, благодаря своей харизме и твёрдому/подавляющему характеру.

Сэйю — Кадзуюки Окицу.
- Алауда (яп. アラウダ Арауда)[6] — глава разведывательной службы, подчиняющийся непосредственно предводителю федерации Адес. Путём разведки и убийств, из тени обеспечивает поддержку для абсолютного превосходства Лускинии. Его родной брат.

Сэйю — Масая Мацукадзэ.
- Кайван (яп. カイヴァーン Каива:н) — один из пяти генералов федерации Адес. Воин-стоик. Командует вторым флотом. Его флот является самой сильной уничтожающей единицей Адеса, чем вызывает страх со стороны соседнего государства. Кайван отважен, резок и является профессионалом в военном деле. Благодаря гуманному характеру получил доверие подчинённых.

Сэйю — Кацуюки Кониси.
- Васант (яп. ヴァサント Васанто) — единственная женщина-генерал федерации Адес. Командует пятым флотом. Непосредственной задачей флота является защита предводителя Адеса, поэтому он славится своей оборонной мощью.

Сэйю — Фумико Орикаса.
- Орлан (яп. オーラン О:ран) — генерал федерации Адес, командует третьим флотом. Серьёзен, умеет трезво оценить обстановку, но к защите национальных интересов относится с гораздо большей страстью, чем другие генералы. Флот Орлана, наряду с четвёртым, часто выступает в роли авангарда.

Сэйю — Дзюн Фукуяма.
- Соруш (яп. ソルーシュ Сору:сю) — генерал федерации Адес, командует четвёртым флотом. Весёлый парень, «mood maker». Соруш служит вместе со своими ровесниками из Военной академии. Четвёртый флот состоит из быстрых кораблей. В атаках он использует высокую скорость и манёвренность, так же хорошо подходит для гонки преследования.

Сэйю — Юити Накамура.
- Садри (яп. サドリ Садори) — один из пяти генералов федерации Адес, командует первым флотом. Хотя и обладает высоким личностным потенциалом, не достаточно опытен как главнокомандующий военными силами. Из-за участия во многочисленных сражениях, боеспособность его флота стала очень высокой. Садри — бесстрашный генерал, даже в 60 лет не чувствующий себя стариком.
- Фарахназ (яп. ファラフナーズ Фарафуна:зу) — бывшая императрица федерации Адес.
- Сара (яп. サーラ Са:ра) — императрица федерации Адес и единственная дочь Фарахназ. Сара старается исполнять свои обязанности как можно лучше, несмотря на очень юный возраст. Как и Альвис Гамильтон и Лилиана Туран является ключом к Экзайлам.

Сэйю — Канаэ Ито.
- Рошанак Бабар (яп. ロシャナク・ババール Росянаку Баба:ру) — дворянка, владелица военного корабля «Нахид».

Сэйю — Маая Сакамото.
- Креш (яп. クレイシュ Курэисю) — первый помощник генерала Орлана.

Сэйю — Масая Мацуказе.
- Килс (яп. キールス Ки:русу) — капитан корабля «Prince of Victorious» (яп. プリンス・オブ・ヴィクトリアス Пуринсу обу Викуториасу). Глуп и легковерен, в сериале дважды попадал в ловушку Небесных пиратов.

Сэйю — Хадзимэ Иидзима.

### «Сильвиус»
- Татьяна Висла (яп. タチアナ・ヴィスラ Татиана Висура) — капитан корабля «Сильвиус» (яп. シルヴィウス Сирувиусу). Будучи великолепным пилотом, даже на должности капитана Татьяна не бросает полёты на ваншипе.

Сэйю — Эри Китамура.
- Алисия Агрю (яп. アリスティア・アグリュー Арисутиа Агурю:) — первый помощник капитана. Поддерживает Татьяну, даёт советы и помогает в принятии решений.

Сэйю — Куватани Нацуко.
- Сэсили (яп. セシリー Сэсири:) — акустик.

Сэйю — Мэгуми Накадзима.
- Леонард Бейкер (яп. レナード・ベイカー Рэна:до Бэика:) — кок на корабле «Сильвиус». В случае нападения на корабль, вместе с напарниками принимает участие в общем сражении.

Сэйю — Дзёдзи Наката.
- Ораф (яп. オラフ Орафу) — начальник ремонтной бригады.

Сэйю — Масаки Тэрасома.
- Игнус (яп. イグナス Игунасу) — ремонтник.

Сэйю — Анри Кацу.
- Николо (яп. ニコロ Никоро) — ремонтник.

Сэйю — Мию Ирино.
- Элио (яп. エリオ Эрио) — ремонтник.

Сэйю — Микако Комацу.

### Гракис
- Диана (яп. ディアン Диан) — капитан эскадрильи Адамас, отвечает за пограничную безопасность Гракиса.

Сэйю — Юкана.
- Виола (яп. ウィオラ Виора) — навигатор Дианы.

Сэйю — Jenya (яп. ジェーニャ).

## Мир
- Небесные пираты (яп. 空族 Ку: Дзоку)[7] — группа людей, которые не признают над собой власти и сами по себе являются силой, с которой приходится считаться. Живут в хорошо защищённой горной местности, часто нападая на корабли Адеса, похищая их и возвращая за деньги. Успешность нападений объясняется тем, что у массивных кораблей Адеса нет возможности нормально маневрировать на скалистой территории. Пароль — «Ветра в крылья!» (яп. 翼に風を！ Цубаса ни кадзэ о!), эквивалент «попутного ветра», пожелание удачи.
  - Калтаффар (яп. カルタッファル Карутаффару) — город Небесных пиратов, где живут Фам и Жизель.
- Королевство Туран (яп. トゥラン王国 То: ран О:коку)- государство, расположенное на юго-западе от Великого Озера. Благодаря мягкому климату, плодородным землям и богатым водным ресурсам, Туран часто называют «хлебной корзиной» этого мира. Столица — Игласия (яп. イグラシア Игурасиа).
- Федерация Адес (яп. アデス連邦 Адэсу Рэмпо:) — изначально это было государство на западе от Великого Озера. Позже, захватив близлежащие территории, Адес вплотную подошёл к границам Турана. Это послужило началом военного конфликта. Столица — Моливард (яп. モリヴァリード Моривари: до).
- Великое Озеро (яп. グラン・レイク Гуран Рэику) — главный источник водных ресурсов этого мира. Находится в самом центре континента.
- «Белое наследие» (яп. 白の遺産 Сиро но исан) — общее название для древних технологий и объектов, рассеянных по всему миру.
- Эльдарада (яп. エリダラーダ Эридара: да) — территория, в прошлом носившая название «Эльдорадо». Изначально здесь не было ни плодородных земель, ни достаточного количества водных ресурсов. С приходом знати, земли были переименованы и вскоре стали славиться проведением гонок на ваншипах, азартными играми, свободной торговлей.
- Хаос (яп. ケイオス Кэиосу) — государство, ранее располагавшееся на юге Федерации Адес. Время от времени там рождались люди с глазами аметистового цвета.
- Гракис (яп. グラキエス Гуракиэсу) — закрытое государство, расположенное на севере от Великого Озера. Существует в полной изоляции, не вмешиваясь в дела других стран. С нарушителями границ немедленно вступают в сражение. Официальный язык — русский.
- Гония (яп. ゴーニア地方 Го: ния тихо:) — регион на северо-востоке Федерации Адес. Население — люди, которые за 118 лет до событий сериала были вынуждены покинуть территорию нынешнего Королевства Туран и переселиться в горную местность. Из-за нехватки плодородных земель и холодного климата, условия жизни здесь очень тяжёлые.
- Кумари (яп. クマリ Кумари)[8] — небольшая группа северных народов. Традиционно главой государства является женщина. Для защиты своих территорий, Кумари объединяют силы с соседними странами. Из-за своего географического положения, находясь между разными странами, страна кумари значительно преуспевает в торговле.
- Сепефул (яп. セペフル Сэпэфуру) — небольшая группа северных народов. Правитель страны уделяет особое внимание торговле. Для защиты своих территорий иногда нанимают войска из соседних стран.
- Алсия (яп. アルシアー Арусиа:) — небольшая группа северных народов. В прошлом делали акцент на тяжёлую промышленность, но не смогли долго конкурировать с другими странами. Это отразилось на властях, которые существенно потеряли своё влияние. Оружие есть только у местного ополчения.
- Лет (яп. ラエトゥス Раэтусу) — достаточно экономически развитая северная страна, которая известна своими большими запасами зерна; владеет сильной армией.
- Борей (яп. ボレアース Борэа: су)[9] — северный регион Федерации Адес. Из-за наличия на его территории крутых каньонов и источников добычи клавдиевой руды, через Борей проходят практически все северные маршруты. Здесь расположен военный порт, который так же является базой для заправки кораблей.

## Техника
- Веспа (яп. ヴェスパ Вэсупа).[10] Среди ваншипов, все небольшие модели имеют общее название «Веспа». Место навигатора принадлежит Жизель. Это ваншип не боевого типа, поэтому вооружение не предусмотрено.
- Шахаз (яп. シャハーズ Сяха:зу) — ваншип Федерации Адес.
- Ласас (яп. ラサス Расасу)[11] — военный флагман королевства Туран. Во флоте Турана название этого корабля значится как «лебедь». Среди кораблей эта модель также носит название «Столпа мира». В начале повествования Лилиана и Милия Туран попадают на его борт.
- Ваншип Дио (яп. ディーオのヴァンシップ Ди:о но вансиппу) — когда Дио присоединился к «Небесным пиратам», ваншип был создан из разных частей летательных аппаратов. Данная модель обладает очень высоким потенциалом скорости, манёвренности и дальности полёта. Фюзеляж состоит из деревянного корпуса, заключённого в металлический каркас.
- Док (яп. 浮きドック уки докку) — основной корабль «Небесных пиратов». Служит как доком для ваншипов, так и передвижной базой.
- Военный корабль федерации Адес (устаревшая модель) (яп. 連邦の旧型戦艦 рэмпо: но кю:гата сэнкан) — с началом производства нового поколения военных кораблей, старые модели перешли во владение лордов и представителей местной аристократии.
- Бог Смерти "Сильвиус" (яп. 死神シルヴィウス Синигами Сирувиусу) — таинственный боевой корабль. Не принадлежит какому-либо флоту и не выходит на связь с кораблями Адеса и Турана. Согласно одной из легенд, однажды «Сильвиус» в одиночку победил целый флот Федерации Адес. Корабль часто называют «Богом Смерти», «демоном» и «кораблем-призраком».
- Аншар (яп. アンシャル Ансяру).[12] — флагман первого флота Федерации Адес, под командованием генерала Садри. Корабль несколько старомоден, но его экипаж славится высоким профессионализмом и отличной боевой подготовкой.
- Джаганнатха (яп. ジャガンナート Дзяганна:то) — второе название флагмана третьего флота, под командованием Орлана. Официальное название Адмирали (яп. アドミラリー Адомирари:). Дизайн корабля предусматривает модульную структуру корпуса, который может изменятся в зависимости от тактической ситуации.
- Сэнапати (яп. セーナパティ Сэ:напати)[13] — флагман четвёртого флота Федерации Адес, под командованием генерала Соруша. Так же известен как броненосец, «обладающий божественной быстротой». Его наиболее сильной стороной является способность развивать высокую скорость во время боя.
- Веретрагна (яп. ウルスラグナ Урусурагуна).[14] — модель устаревших кораблей Федерации Адес, которые перешли во власть военной аристократии. «Аэшма»[15] — один из таких кораблей.
- Нахид (яп. ナーヒード На:хи:до) — устаревший корабль Федерации Адес, принадлежит Рошанак Бабар. Одна из улучшенных моделей класса Шатарупа (яп. サタルパー Сатарупа:). Другие корабли этого класса — Анаитис (яп. アナイティス Анаитису), Анахита (яп. アナーヒター Ана:хита:) и Ардви (яп. アルドウィー Арудови:)[16] — так же были проданы представителям аристократии.
- Бозе (яп. ボース Бо:су) — второй корабль первой эскадрильи во флоте Садри. Среди кораблей этого же класса — Анигис (яп. アニグイス Анигуису)[17], Кохлеар (яп. コクレア Кокурэа)[18], Лакерта (яп. ラケルタ Ракэрута)[19] и др.

## Музыка
Открывающая тема - «Buddy» (исполняет Маая Сакамото), закрывающая тема - «Starboard» (исполняет Хитоми Куроиси).

## Медиа

### Манга
Первые страницы манга-адаптации сериала вышли в свет 4 июля 2011 года в журнале Young Ace. Первый том вышел 4 октября 2011 года. Автор манги — Миямото Роба (яп. 宮本ろば). Издательство — Kadokawa Shoten.

### Лайт-новел
Первый том новеллы вышел 1 ноября 2011 года. Автор — Иваса Мамору (яп. 岩佐まもる). Иллюстрации Осаму Хориути (яп. 堀内修) и Дзи Ю-02 (яп. 磁油２). Издательство — Kadokawa Shoten.

### Радио
Радиопередачи начали выходить в Интернете 11 ноября 2011 года. Ведут их Аки Тоёсаки, Аой Юки и Аи Каяно — сэйю, которые озвучивали Фам Фан-Фан, Жизель Коллетт и Милию Туран.

### Интересные факты
Голос героини Виола принадлежит русской девушке сею - Евгении Давидюк, которая известна в сети интернет своими подкастами - Jenya Japan Journal.